# Sørvágs
Sørvágs est la commune la plus à l'ouest des îles Féroé. Elle se trouve sur la partie occidentale de l'île de Vágar, ainsi que les îles de Mykines, Tindhólmur et Gáshólmur.
Elle est composée des villages de Sørvágur, Bøur, Gásadalur et l'île de Mykines qui constituaient avant janvier 2005 quatre communes différentes qui fusionnèrent pour ne constituer qu'une seule entité. La population de la nouvelle commune est de 1 134 habitants (2009).

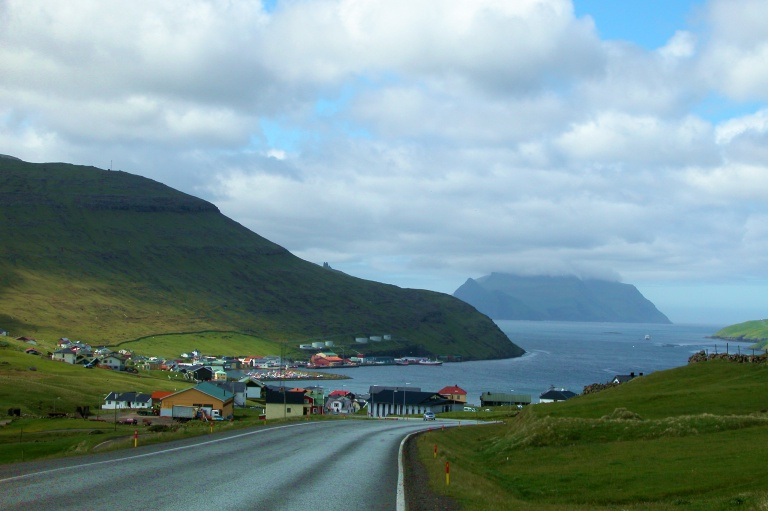
Sørvágur, vue sur Mykines

## Logo
Le logo de la commune est composé d'un fond blanc/bleu et un soleil orange sur l'arrière-plan, de deux oiseaux blancs sur l'avant-plan. Ces derniers ont été faits à partir des lettres S et K, les initiales de Sørvágs Kommuna.